# Novias - Madrinas - 15 años
Novias - Madrinas - 15 años es una película documental argentina dirigida por Pablo Levy y Diego Levy sobre su propio guion que se estrenó el 23 de febrero de 2012 y que tuvo como protagonistas a José Antonio Espido, Héctor Alberto Pasalaqua, Moisés Khabie, Elías Levy, Pablo Sayago y Andrés Calabria.

## Sinopsis
Documental sobre la vida cotidiana de una sedería cuya clientela está constituida principalmente por mujeres que van a comprar telas para sus vestidos de novia, de madrina o para su fiesta de quince años, su dueño y sus empleados, que en algunos casos llevan 30 años en el lugar, en un barrio comercial de Buenos Aires, el Once, donde se encuentran muchos negocios dedicados a la venta de productos textiles y de ropa, muchos de ellos pertenecientes a la colectividad judía.

## Reparto
- José Antonio Espido ... Él mismo
- Héctor Alberto Pasalaqua ... Él mismo
- Moisés Khabie ... Él mismo
- Elías Levy ... Él mismo
- Pablo Sayago ... Él mismo
- Andrés Calabria ... Él mismo

## Comentario
Para la crónica de La Nación es una muy buena película en la cual los directores pintan, en un pequeño gran largometraje -honesto, modesto y entrañable- de una hora de duración, la vida -un modo de vida- de y en una sedería del barrio de Once de propiedad de sus padres, un mundo que se entiende, se conoce y se siente cercano. Los directores van presentando a cada empleado, que cuentan un poco de su vida, algo del trabajo, otro poco "del arte de la venta" y en algunos momentos hay interacción con los clientes (que son casi todas clientas). Finalmente aparece el dueño, Elías, alias "el Negro" cuyo carácter para entonces ya ha sido descrito y entrevisto: cascarrabias, gruñón, comprometido con su local, y para entonces hemos atesorado esas entrevistas que nos permiten imaginar los relatos que se nos cuentan, como si fueran a cobrar vida y movimiento ante nosotros: la historia de amor del viudo, el triunfo millonario en el casino en Europa del jugador, el coleccionismo "para evitar el psicólogo" del filatelista, el público con el que parece soñar el cantor. El filme relata un mundo cotidiano que a la vez parece estar en vías de extinción: los comercios de la ciudad de Buenos Aires atendidos por sus dueños y con empleados que ya llevan décadas trabajando. Empleados articulados, curtidos, no sin orgullo profesional y hasta con cierto amor por un local al que llegan mayormente señoras y chicas a comprar telas, con el plan de lucir espléndidas como novias, madrinas o quinceañeras.